# Carlos Marques
Carlos Marques (* 6. Februar 1983 in Lissabon) ist ein portugiesischer ehemaliger Fußballspieler.
Der Abwehrspieler gehörte bis 2004 dem Kader der zweiten Mannschaft von Sporting Lissabon an. Dann war er je eine Saison bei AD Ovarense und União Madeira in der Segunda Liga. 2006 wechselte er zu Ethnikos Piräus nach Griechenland, aber schon im Januar 2007 kam er zurück nach Portugal zum CD Olivais e Moscavide. Im Sommer zog es ihn nach Zypern zu APOP Kinyras Peyias. Im Oktober 2008 wurde er bei einer Dopingkontrolle positiv auf Oxymesteron getestet und für ein Jahr gesperrt. 2011 wechselte er zu AEL Limassol. Weitere Stationen in Zypern waren Alki Larnaka, Olympiakos Nikosia, Doxa Katokopia, Paphos FC und Digenis Akritas Morphou. 2018 beendete er seine Karriere.
Marques durchlief von U15 bis U21 alle portugiesischen Juniorennationalmannschaften und absolvierte 43 Spiele.